# Enock Mwepu
Enock Mwepu (Lusaka, 1 de janeiro de 1998) é um ex-futebolista zambiano que atuava como meio-campista. Atualmente, é técnico da equipe Sub-9 do Brighton & Hove Albion.

## Carreira
Revelado pelo Kafue Celtic, jogou ainda pelo Power Dynamos antes de assinar com o NAPSA Stars em 2016.
Voltou ao Kafue em 2017 e, em junho do mesmo ano, foi contratado pelo Red Bull Salzburg, sendo emprestado ao Liefering (time-satélite dos Touros Vermelhos) para jogar a 2. Liga, chegando a disputar 9 jogos com o time principal. Reintegrado ao elenco do Salzburg para a temporada seguinte, estreou na Liga dos Campeões da UEFA na derrota por 4 a 3 para o Liverpool, em dezembro de 2019, renovando seu contrato até 2024.
Em julho de 2021, após 119 jogos e 18 gols marcados pelo Salzburg, Mwepu foi contratado pelo Brighton & Hove Albion, assinando por 4 temporadas. Sua estreia oficial pelos Seagulls foi contra o Burnley, tendo atuado somente no primeiro tempo do jogo, vencido por 2 a 1. 10 dias depois, deu uma assistência para o gol de Jakub Moder na vitória por 2 a 0 sobre o Cardiff City, pela segunda fase da Copa da Liga Inglesa. Ele ainda marcou seu primeiro gol pela equipe no jogo contra o Leicester City, mas na disputa de pênaltis, o meia teve sua cobrança defendida e o Brighton foi eliminado da competição. O primeiro gol de Mwepu na Premier League foi no empate por 2 a 2 com o Liverpool após uma finalização de 25 jardas.
No início de 2022, atuou poucas vezes em decorrência de lesões e problemas de saúde, embora tivesse marcado um gol e ter dado uma assistência para Leandro Trossard na vitória por 2 a 1 sobre o Arsenal, encerrando uma sequência de 7 jogos sem vencer na Premier League, tendo ainda seu gol marcado contra o Liverpool ser premiado como o Gol da Temporada.
Na temporada 2022–23, disputou seus últimos 6 jogos como atleta profissional, fazendo sua despedida contra o Leicester City e dando uma assistência na vitória por 5 a 2 antes de ser substituído por Deniz Undav aos 39 minutos do segundo tempo.

## Aposentadoria precoce
Durante um voo com a Seleção Zambiana, o jogador passou mal e foi internado no Mali, voltando à Inglaterra para fazer novos exames que detectaram um problema cardíaco hereditário que poderia ser fatal caso Mwepu seguisse atuando. Em outubro de 2022, o Brighton anunciou a aposentadoria do meio-campista, aos 24 anos, que permanece vinculado ao time, agora como técnico da equipe Sub-9. Em janeiro de 2023, pouco depois de assumir o cargo, Mwepu foi internado em seu país natal com suspeita de ataque cardíaco e foi submetido a exames, mas conseguiu se recuperar.

## Seleção Zambiana
Mwepu representou as seleções de base da Zâmbia, tendo vencido a Copa COSAFA Sub-20 em 2016 e o Campeonato Africano de Futebol Sub-20 em 2017, mesmo ano em que participou da Copa do Mundo Sub-20, onde marcou 2 gols.
Pela seleção principal dos Chipolopolo, o meio-campista estreou contra a Argélia, pelas eliminatórias da Copa de 2018, marcando seu primeiro gol neste jogo, que terminou com vitória zambiana por 3 a 1. Durante sua carreira internacional, foram 23 partidas e 6 gols marcados.

## Vida pessoal
Seu irmão, Francisco Mwepu, é também futebolista profissional e também foi revelado pelo Kafue Celtic, além de ter defendido o Sturm Graz entre 2020 e 2022.

## Títulos
Red Bull Salzburg
- Campeonato Austríaco: 2017–18, 2018–19, 2019–20, 2020–21
- Copa da Áustria: 2018–19, 2019–20, 2020–21

Seleção Zambiana Sub-20
- Campeonato Africano de Futebol Sub-20: 2017
- Copa COSAFA Sub-20: 2016[24]

### Individual
- Time da Temporada do Campeonato Austríaco: 2020–21[25]
- Gol da Temporada do Brighton & Hove Albion: 2021–22[15]